# بيت الجبل (بعدان)

تعديل مصدري - تعديل

بيت الجبل محلة تابعة لقرية دار الظفر، التابعة لعزلة حيسان بمديرية بعدان إحدى مديريات محافظة إب في الجمهورية اليمنية، بلغ تعداد سكانها 35 حسب تعداد اليمن لعام 2004.